# Amenófis III
Amenófis III ou Amenotepe (em egípcio: imn-ḥtp (.w) foi um faraó da XVIII dinastia egípcia. O seu longo reinado de cerca de quarenta anos correspondeu a uma era de paz, prosperidade e de esplendor artístico no Antigo Egito. Estima-se que governou entre (r. 1389–1351 a.C.) ou entre (r. 1391–1353 a.C.)

## História
Era filho do rei Tutemés IV e de uma esposa secundária, Mutemuia. Ascendeu ao trono quando ainda era uma criança, talvez aos dez ou doze anos.
Casou com Tí, uma jovem que não era oriunda do meio nobre. Por altura do seu casamento fabricaram-se escaravelhos comemorativos com cerca de dez centímetros, nos quais se comunicava o nome do pai e da mãe da noiva (Iuia e Tuia respectivamente). Estes objetos foram enviados um pouco por todo o Egito e também para o estrangeiro. O irmão de Tí, Aném, viria a exercer altas funções como sacerdote de Amon e Rá-Horaqueti.

### Reinado
No começo do seu reinado (ano 5) reprimiu uma pequena revolta na Núbia, terra dos núbios, povos negroides, mas de uma forma geral o seu reinado ficou marcado pela paz, graças às campanhas militares que tinham sido realizadas pelos seus antecessores, como Tutemés III, e que tinham feito do Egito uma potência respeitada. Amenófis recorreu mais à diplomacia do que à força, como mostra a troca de correspondência entre o faraó e os soberanos de Amia (Síria), Babilônia e Arzaua (Anatólia). Fez parte das alianças com estes impérios o casamento com princesas que se tornaram suas esposas secundárias.
As relações comerciais com o estrangeiro permanecem cativas: do Chipre o Egito recebe o cobre e da Babilônia cavalos e lápis-lazúli, trocando estes bens por ouro da Núbia.
No ano vinte e oito do seu reinado iniciaram-se os preparativos para o jubileu que celebraria os trinta anos do seu reinado. Por esta altura, o faraó pretendeu afirmar-se como filho do deus Atom, para desta forma limitar a influência dos membros do clero de Amon, que sendo detentores de terras, minas e mesmo de uma frota e polícia tinham uma influência cada vez maior na política egípcia. Esta situação levou a conflitos entre os partidários das duas divindades. O seu filho e sucessor, Amenófis IV (Aquenáton) levou as ideias do pai às últimas consequências, rompendo com o clero de Amon e fazendo de Atom a única divindade digna de culto. Para além do jubileu do ano trinta do seu reinado, realizaram mais dois jubileus, no ano trinta e quatro e no ano trinta e sete.

### Construções
O faraó mandou construir uma série de edifícios, tendo em Amenófis, filho de Hapu o seu principal arquiteto. Destes salientam-se um templo funerário na margem ocidental de Tebas, do qual só restam duas esculturas gigantescas que representam o faraó, às quais os gregos deram o nome de Colossos de Mêmnon, por ali verem um dos heróis da Guerra de Troia. Outras obras do seu reinado foram um palácio em Malcata, que possuía um lago, para além das estruturas mais importantes do Templo de Luxor, e um pilone no templo de Carnaque. Amenófis foi enterrado na tumba WV22 no Vale dos Reis.

## Estátua de Amenófis III é encontrada em Luxor
Arqueólogos encontraram em Luxor, no sul do Egito, parte de uma estátua de quase 3.400 anos que representa o faraó Amenófis III.
A estátua mostra o faraó sentado ao lado do deus Hórus (Sol), com sua cabeça de falcão. A metade superior da estátua, em granito vermelho, foi descoberta no sítio do templo funerário de Amenófis III, em Com Hitã, no oeste de Luxor.
"É um dos achados mais lindos feitos no sítio funerário de Amenófis III', disse Zahi Hawass, o ministro egípcio de Antiguidades.
No mês anterior, os arqueólogos também descobriram outra estátua do faraó Amenófis III, de 3.000 mil anos, na mesma região.